# Maciej Frączyk
Maciej Frączyk, pseud. Niekryty Krytyk (ur. 1 maja 1984 w Łodzi) – polska osobowość internetowa, prezenter radiowy, autor książek, publicysta, recenzent, krytyk, satyryk oraz nauczyciel.

## Życiorys
Pochodzi z Łodzi. Ukończył filologię angielską na Uniwersytecie Łódzkim i przez pewien czas uczył języka angielskiego. Pracował w branży reklamowej jako copywriter. Od 2000 zajmował się recenzowaniem i krytyką gier komputerowych.
Stał się znany za sprawą swoich autorskich programów Niekryty Krytyk prezentowanych za pośrednictwem internetowego serwisu YouTube, które zamieszcza od 2009. Jak sam mówi, inspiracją dla niego byli tacy internetowi komicy i satyrycy jak: Angry Video Game Nerd, Nostalgia Critic i Ray William Johnson. W programach tych zajmuje się recenzowaniem gier, książek, filmów, programów telewizyjnych i reklam. Jego filmy zamieszczone na YouTube do lipca 2019 wyświetlono w sumie ponad 354 milionów razy, z czego 50 milionów wyświetleń miało miejsce w ciągu roku od założenia kanału. 
Jest założycielem sklepu internetowego Modern Retro oraz współzałożycielem księgarni Bookiatryk.
Od 10 października 2011 do czerwca 2012 prowadził na antenie Radia Zet w ramach porannego pasma Dzień dobry bardzo własny program nadawany od poniedziałku do piątku. Od listopada 2013 do czerwca 2014 prowadził na antenie Radia Zet w ramach popołudniowego pasma Uważam ZET audycję „Historia świata wg Niekrytego Krytyka” nadawaną od poniedziałku do piątku.
W 2019 założył szkołę języka angielskiego Happy!, w której sam jest jednym z nauczycieli.

## Publikacje
W 2012 nakładem wydawnictwa Zielona Sowa ukazała się jego debiutancka książka Zeznania Niekrytego Krytyka. W 2013 ukazał się komiks na podstawie koncepcji i scenariusza Macieja Frączyka z ilustracjami Roberta Sienickiego –  Ale Kino! – czyli co by było, gdy postaci filmowe były dziećmi oraz jesienią tego samego roku jego książka Nie przejdziemy do historii.
W 2014 wydał trzeci tom Zeznań Niekrytego Krytyka o nazwie Na południe od nieba. Tom 3. W 2015 ukazała się kolejna książka jego autorstwa Osobisty (i osobliwy) niepamiętnik niekrytego krytyka. W 2016 ukazały się jego dwie kolejne książki: Disco Polo, Wiedźmin i gumy kulki, czyli III RP oczami Niekrytego Krytyka i Historia wszechświata według Niekrytego Krytyka.